# هازلونه
هازلونه (بالألمانية: Haselünne) هي بلدة ألمانية تقع في ألمانيا في سكسونيا السفلى.[بحاجة لمصدر] يقدر عدد سكانها بـ 13,233 نسمة .

## المدن التوأمة
مدينة سان فلور هي مدينة توأمة لـهازلونه.

## أعلام
- ميخائيل هولت
- سعيد بحجي